# Richard Beals
Richard William Beals (* 28. Mai 1938 in Erie, Pennsylvania) ist ein US-amerikanischer Mathematiker, der sich mit partiellen Differentialgleichungen und Funktionalanalysis befasst.
Beals studierte an der Yale University mit dem Bachelor-Abschluss 1960, dem Master-Abschluss 1962 und der Promotion bei Felix Browder 1964 (Non-Local Boundary Value Problems for Elliptic Partial Differential Operators) 1965/66 war er Visiting Assistant Professor an der University of Chicago, an der er 1966 Assistant Professor und später Professor wurde. 1977 wurde er Professor an der Yale University.
Beals befasst sich mit (inverser) Streutheorie, integrablen Systemen, Pseudodifferentialoperatoren, komplexer und globaler Analysis und Transporttheorie. Er ist seit 1962 verheiratet und hat drei Kinder.
Er ist nicht mit dem Mathematikprofessor an der Rutgers University, R. Michael Beals (* 1954), zu verwechseln.

## Schriften
- Analysis - an introduction, Cambridge University Press 2004
- mit Peter Greiner: Calculus on Heisenberg Manifolds, Princeton University Press 1988
- Advanced mathematical analysis; periodic functions and distributions, complex analysis, Laplace transform and applications, Springer Verlag 1973
- mit Salah Baouendi, Linda Rothschild (Herausgeber) Microlocal Analysis, American Mathematical Society 1984
- mit Roderick Wong: Special functions: a graduate text, Cambridge University Press 2010
- Topics in Operator Theory, University of Chicago Press 1971
- mit Percy Deift, Carlos Tomei: Direct and inverse scattering on the line, American Mathematical Society 1988